# Talalelei Tuitama
Tuitama Leao Talalelei Tuitama est un médecin et homme politique samoan.

## Biographie
Talalelei Tuitama est diplômé de chirurgie et de médecine de l'École de médecine des Fidji en 1969, ayant par ailleurs été membre des équipes de tennis et de rugby de l'école. Il poursuit ensuite sa formation médicale à l'École de médecine de l'université d'Aberdeen en Écosse, puis en Inde puis à l'université d'Édimbourg. Il travaille d'abord à l'hôpital d'Apia, aux Samoa, puis quitte le service public et pratique comme médecin généraliste, devenant président de l'Association des médecins généralistes du pays,.
Il entre en politique au sein du Parti pour la protection des droits de l'homme et est élu député au Fono (parlement national) en 2001. Réélu en 2006, il est fait ministre assistant au ministère de la Santé. En 2011 il est nommé ministre de la Santé dans le gouvernement du Premier ministre Tuilaepa Sailele Malielegaoi,. Il fait de la lutte contre les maladies non transmissibles sa priorité, notant qu'elles sont la principale cause de mortalité dans le pays et qu'elles sont dues aux habitudes de vie - consommation d'aliments gras importés, de tabac et d'alcool,,. 
En avril 2019 il est transféré au poste de ministre des Femmes et du Développement social. Il ne se représente pas aux élections législatives de 2021, mettant ainsi un terme à sa carrière politique.